# Turó de la Vinyeta
El Turó de la Vinyeta és una muntanya de 127 metres que es troba al municipi dels Garidells, a la comarca de l'Alt Camp.